# Vicky Edimo
 (janvier 2015).
Si vous disposez d'ouvrages ou d'articles de référence ou si vous connaissez des sites web de qualité traitant du thème abordé ici, merci de compléter l'article en donnant les références utiles à sa vérifiabilité et en les liant à la section « Notes et références ».
Pour les articles homonymes, voir Edimo.
Vicky Edimo, né le 26 février 1953 à Douala au Cameroun, est l'un des pères de la guitare basse camerounaise, aux influences afro-funky-blues.

## Biographie

### Débuts
Modèle de toute une génération de bassistes camerounais devenus des internationaux comme Étienne M'Bappé et Richard Bona, Vicky Edimo s’est imposé par sa musicalité et ses lignes de basse.
À 9 ans, il commence à jouer de la batterie et des percussions au Cameroun. Il évolue en autodidacte en accompagnant des jeunes groupes locaux. À 13 ans, il découvre la guitare basse. Deux ans plus tard, il devient l’un des bassistes les plus sollicités du pays et accompagne des artistes parmi les plus en vue du moment à Douala (Eboa Lottin, BeBe Manga et Francis Kingue entre autres)[réf. nécessaire]. Il partage alors son temps entre ses études et sa passion pour la musique.
À 16 ans, il décroche son premier contrat dans le cabaret le plus sélect de Douala, le Castel, pour lequel il doit faire le mur. Dans ce cabaret, il joue de la basse tous les soirs de 22 h à 5 h du matin, sans exception, et doit apprendre à jouer des styles très variés : jazz, musique brésilienne, funk, rhythm and blues, musiques locales… À cette époque, il découvre les œuvres de James Jamerson, Chuck Rainey, Paul Chambers, Ray Brown ou encore Jean Dikoto Mandengue.
Son slap fait le tour du Cameroun, 80 % des albums du pays ont son empreinte (Manu Dibango, Eko Roosevelt, André Marie Tala, Kemayo, Sammy Massamba, Toto Guillaume et la plupart des albums à succès de l'époque du début des années 1970).

### Arrivée à Paris
En septembre 1973, à 19 ans, il arrive à Paris. Il y entame un brevet d'études professionnelles sur les techniques bancaires, tout en continuant à jouer de la guitare basse pour le plaisir. C’est au cours d’une jam session au théâtre Mouffetard avec des camarades, que le trompettiste nigérian Ray Stephen Oché lui demande de participer à la section rythmique de son album afro jazz avec des musiciens comme Bobby Few entre autres. La découverte de ce nouvel univers musical lui sert d’élément déclencheur : la musique est sa vocation. Alors qu’il suit des cours au conservatoire d’Épinay-sur-Seine et à l’école normale de musique de Paris, il est contacté par des amis musiciens cherchant un bassiste pour compléter leur formation. Avec eux, il forme le groupe Dikalo qui, après un album et une année de tournées en France se sépare.
Dans la foulée, Manu Dibango fait appel à lui comme bassiste attitré dans son orchestre pour une collaboration qui durera quatre ans. S’ensuivent trois albums (Afrovision, Manu à l’Olympia et Home Made) en plus des musiques de film et plusieurs tournées internationales dont une semaine à l’Olympia à Paris.
Durant sa collaboration avec Manu Dibango, il se lie d'amitié avec les frères Francfort qui deviendront plus tard les Gibson Brothers. Avec les eux, il commence à jouer dans les bals et cérémonies juives, tout en devenant au fil du temps, le plus demandé des bassistes dans les séances africaines et antillaises[réf. nécessaire] avec notamment certains membres du groupe Kassav.
Mais, la rencontre avec le producteur Daniel Vangarde va changer le cours des choses. Leur collaboration donnera naissance à des groupes comme les Gibson Brothers, La Compagnie créole ou encore Ottawan, ainsi que ses premiers singles en solo, dont Onguele, qui devient le titre le plus repris au Cameroun[réf. nécessaire] (Zagora 1977). Durant cette période, il travaille de manière intense avec les Gibson Brothers et enregistre des albums à succès[réf. nécessaire] tels que Come to america, Cuba, ou encore By night, suivis de plusieurs tournées internationales et passages télévisuels, ainsi que l'enregistrement de l'album Back to Scales du claviériste Wally Badarou.
Grâce au succès international de l'album Cuba (17 disques d'or[réf. nécessaire]) et au succès des albums enregistrés avec Manu Dibango, il bénéficie d'une notoriété au-delà des frontières mais également comme musicien régulier des studios parisiens. Il enregistre aux côtés d'artistes de variété tels que Dalida, Carlos, Johnny Hallyday, Claude François, Michel Sardou ou encore Sacha Distel. Parallèlement, il participe à divers enregistrements de musiques de film ou de publicité (Toyota, New Génération, les Bronzés).
C’est au début des années 1980, alors qu’il est reconnu comme l’un des plus influents bassistes du monde[réf. nécessaire] (Sun city (N.Y), Bass magazine, édition spéciale 1989 ou 90 U.S.A.), qu’il reçoit un appel de Charles Bobbit, manager de James Brown. De passage à Paris, il veut refaire les lignes de basse sur deux titres.
Sa carrière prend alors une tournure internationale, car Charles Bobbit lui demande de suite de le rejoindre aux États-Unis afin de travailler dans l'univers du père de la funk. Le même Charles Bobbit le présentera par la suite à Bob Marley qui l'embarque dans sa première date en Afrique où il découvre l'univers rastafari. Désormais, il fait des va-et-vient entre Paris et les studios de la côte ouest, ceux de Nashville ou encore d'Atlanta (comme Wally Heider studios à L.A., Power Station à New York, Electric Thunder à Nashville, Criteria Sound à Miami entre autres).

### Aux États-Unis
Il s’inscrit en 1980 au Berklee College of Music où il étudie pendant un an, tout en jouant dans les clubs de Boston. Il souhaite approfondir ses connaissances de la composition et de l’harmonie. Il se rend ensuite en Afrique pour expérimenter une approche plus roots avec des musiciens locaux (tels que Eugene Ndema, Jojo Kuo, Fidel Bateke, Willy N'for entre autres). Il y enregistre son premier album solo Thank-U-Mama qui se maintient au top des charts pendant quelques semaines[réf. nécessaire]. Il retourne s’installer à New York après trois mois d'une expérience à Lagos.
En 1981, il joue au Fifty Five à New York, il participe à des soirées de bœufs[Quoi ?] avec Vernon Reid, Steve Turre, Steve Coleman, Wallace Roney, Kelvyn Bell et bien d'autres amis avec lesquels il s'implique dans différents projets de musique. On le sollicite pour jouer dans différentes situations aux côtés de musiciens tels que Vernon Reid (Living colors), Steve Coleman, Jean Paul Bourelly (ex Miles Davis), Wallace Roney, Arthur Blythe ou encore Oliver Lake avec qui il se produit à l'Apollo Theâtre de New York. Il se joint au guitariste Kelvyn Bell (ex Defunkt), d'où naît le groupe Kelvynator, avec notamment Ronnie Burrage à la batterie, Geri Allen aux claviers, Steve Coleman et Arthur Blythe au saxophone.
Avec ce groupe, à partir de 1982, il se produit régulièrement dans de nombreux clubs new-yorkais tels que le Mikell's, le S.O.B'S, le 55 Grand ou encore le 7th Avenue South. Sollicité aussi sur la côte ouest, il se retrouve à faire la navette entre la côte est et les studios de Los Angeles, où il travaille dans différents projets aux côtés de musiciens tels que Maceo Parker, Paulhino da Costa, Joe Bowie, Ernie Fields, Sonny Burke ou encore James Gadson.
Le plus récent est la tournée européenne live avec Fred Wesley et Pee Wee Ellis en hommage à James Brown (2009).

### Retour à Paris
Il retourne à Paris en 1991 et se joint au groupe Touré Kunda pour une tournée européenne. Il se produit au Memphis in May Blues Festival dans le Tennessee, avec le bluesman français Patrick Verbecke, et enregistre l’album Schizzechea With Love à Rome, avec le chanteur-guitariste italien Pino Danièle, tout en se consacrant à son deuxième album, Ongwanemo produit par Zagora. 
Durant cette période, en 2007, avec d'autres amis musiciens, il fait la première partie de Stanley Clarke et George Duke au Jazz festival de Tabarka en Tunisie. Il sort chez Nocturne en 2007 l’album Jambo Afrika dans lequel participe son fils Tiwony ainsi que Manu Dibango. Il donne en parallèle des cours au Centre d'Information Musicale (C.I.M) sur l'approche culturelle de la basse dans les différentes musiques modernes en Afrique, avant de s'engager entièrement dans une carrière solo.

## Discographie
- Onguele (Zagora-1977)
- You’re too young (Zagora-1978)
- Let me love you tonight (Zagora-1979)
- This is my song (Zagora-1980)
- Thank-U-Mama (Afrodisia-1982)
- Ongwanemo (Zagora-2000)
- Jambo Afrika (Nocturne-2007)
- Siseya (Clicksong-2014)

## Collaborations

### Studio
- Ray Stephen Oché (Sonodisc) avec Bobby Few (1976)
- M’Bamina (Tchula - Best of- Paco Rabanne)
- Manu Dibango (Afrovision 1977, Manu live à l'Olympia, 1978 et Home Made 1979. Bande son du film Ceddo d’Ousmane Sembene)
- Gibson Brothers[5] (Come to America, Cuba, By night)
- Dalida[5] (Laissez-moi danser)
- Carlos (Senior Météo)
- Johnny Hallyday [5],[4]
- Claude François (Clair de lune à Maubeuge)
- Michel Sardou
- Sacha Distel (Forever and ever) [5]
- Olivier Lake (Dancevision, 1980)
- Arthur Blythe (Album avec Kelvynator)
- Jean-Paul Bourelly

### Live
- Vernon Reid
- Steve Coleman [5],[4]
- Jean-Paul Bourelly
- Geri Allen
- Wallace Roney